# 万事快調 (アルバム)
『万事快調』（ばんじかいちょう）は、日本の歌手・高橋由美子が1996年8月7日に発売した9枚目のオリジナル・アルバムである。

## 解説
シングル「負けてもいいよ」、先行シングル「WILL YOU MARRY ME?（c/w ちょっと待ってちょうだい、けだものさん）」を収録。
アルバムの約半数の作詞を康珍化が手がけた。

## 収録曲
| #   | タイトル                                   | 作詞       | 作曲     | 時間  |
| --- | ------------------------------------------ | ---------- | -------- | ----- |
| 1.  | 「涙の形のイヤリング」                     | 康珍化     | 池毅     | 04:21 |
| 2.  | 「ちょっと待ってちょうだい、けだものさん」 | 康珍化     | 和泉一弥 | 04:24 |
| 3.  | 「だけどI LOVE YOU」                       | 山田菜都   | 山田菜都 | 05:25 |
| 4.  | 「おみくじ」                               | 山田菜都   | 山田菜都 | 04:16 |
| 5.  | 「WILL YOU MARRY ME?」                     | 康珍化     | 茂村泰彦 | 04:46 |
| 6.  | 「ぼくをぶたないで」                       | 康珍化     | 割田康彦 | 04:14 |
| 7.  | 「急げ、ピッツァマン！」                   | 康珍化     | 谷本新   | 05:09 |
| 8.  | 「バスルームのキャッチホン」               | 岩切修子   | 山田菜都 | 04:11 |
| 9.  | 「免許をとろう」                           | 白峰美津子 | 谷本新   | 04:07 |
| 10. | 「負けてもいいよ」                         | 康珍化     | 松本俊明 | 05:04 |